# Elezioni parlamentari in Islanda del 1978
Le elezioni parlamentari in Islanda del 1978 si tennero il 25 giugno per il rinnovo di entrambe le camere dell'Althing. In seguito all'esito elettorale, Ólafur Jóhannesson, espressione del Partito Progressista, divenne Primo ministro, nell'ambito di un governo di coalizione con Alleanza Popolare e Partito Socialdemocratico.

## Risultati
| Liste                           | Voti    | %     | Seggi        | Seggi       |
| Liste                           | Voti    | %     | Camera bassa | Camera alta |
| ------------------------------- | ------- | ----- | ------------ | ----------- |
| Partito per l'Indipendenza      | 39.982  | 32,72 | 14           | 6           |
| Alleanza Popolare               | 27.952  | 22,87 | 9            | 5           |
| Partito Socialdemocratico       | 26.912  | 22,02 | 9            | 5           |
| Partito Progressista            | 20.656  | 16,90 | 8            | 4           |
| Unione dei Liberali di Sinistra | 4.073   | 3,33  | -            | -           |
| Altri                           | 2.632   | 2,14  | -            | -           |
| Totale                          | 122.207 |       | 40           | 20          |